# Ленинградская улица (Казань)
Ленингра́дская у́лица (тат. Ленинград урамы), до 1961 года — Сталинградская улица (тат. Сталинград урамы) — магистральная улица в Авиастроительном районе Казани. В начале улица является границей между микрорайонами Соцгород (слева-западнее) и Караваево (справа-восточнее), а затем — между микрорайонами Новое Караваево (слева-западнее) и Караваево (справа-восточнее).
Ориентирована с юга на север. Имеет длину около 1,3 км. Проходит от пересечения улиц Копылова и Побежимова у площади Соцгорода до пересечения улиц Пржевальского и Вересаева. Пересекается с улицами Побежимова, Максимова, Беломорской, Симонова, Айдарова, Пржевальского и Вересаева.
Параллельно и восточнее Ленинградской улицы — от улицы Побежимова до улицы Максимова — проходит 2-я Ленинградская улица, бывшая 2-я Сталинградская.

## История
До 1961 года Ленинградская улица (включавшая в себя также нынешнюю улицу Копылова) носила название «Сталинградская». Переименована в «Ленинградскую» решением Казанского горисполкома № 731 от 29 ноября 1961 года (тем же решением Ленинградская улица, находившаяся в Ленинском и Московском районах Казани, была переименована в Волгоградскую улицу).
В 1995 году часть Ленинградской улицы была переименована в улицу Копылова, названную в честь выдающегося организатора советского и российского авиапрома, Героя Социалистического Труда В. Е. Копылова (1926—1995), о чём свидетельствует памятная доска, размещённая на доме № 5/1 по улице Копылова.
В 2011-2013 годах проведена реконструкция проезжей части улицы с её расширением в 4-полосную магистраль за исключением участка между пересечением с улицей Максимова и Беломорской, где это не удалось сделать из-за зданий.

## Достопримечательности

### Исторический центр Ленинградской улицы
Исторически сформировавшийся центр Ленинградской улицыв настоящее время занимает улица Копылова.
У места перехода улицы Копылова в Ленинградскую улицу у площади Соцгорода находится один из наиболее известных казанских парков — «Крылья Советов», реконструированный в 2016 году.
Рядом расположен Дом культуры имени В. И. Ленина, перед которым в 1983 году был установлен памятник (бюст) Министру авиационной промышленности СССР, дважды Герою Социалистического Труда, генерал-полковнику-инженеру П. В. Дементьеву (1907—1977).
Напротив, через дорогу, находится дом, в котором жил Герой Советского Союза, участник Великой Отечественной войны 1941—1945 гг., полковник Военно-Воздушных Сил М. В. Симонов (ул. Копылова, д. 1), что отмечено памятной доской.
Около них находится Ресурсный центр Казанского авиационно-технического колледжа имени П. В. Дементьева (бывший Казанский авиационный техникум) (ул. Копылова, д. 2 б), в котором в 1991—1994 гг. учился Герой России А. В. Козин (1976—1999), погибший при исполнении воинского долга (что отмечено памятной доской).
Недалеко — в микрорайоне «Соцгород» (в бывшем «посёлке Орджоникидзе») — находится дом (ул. Лядова, д. 5), в котором в 1944—1946 гг. жил будущий Генеральный конструктор ракетно-космической промышленности СССР, дважды Герой Социалистического Труда С. П. Королёв (1906/1907 — 1966), работавший в КБ тюремного типа — ОКБ-16 при Казанском авиазаводе № 16.
Вдоль начала улицы находится конечная станция Центральной линии Казанского метрополитена «Авиастроительная», открытая 9 мая 2013 г.

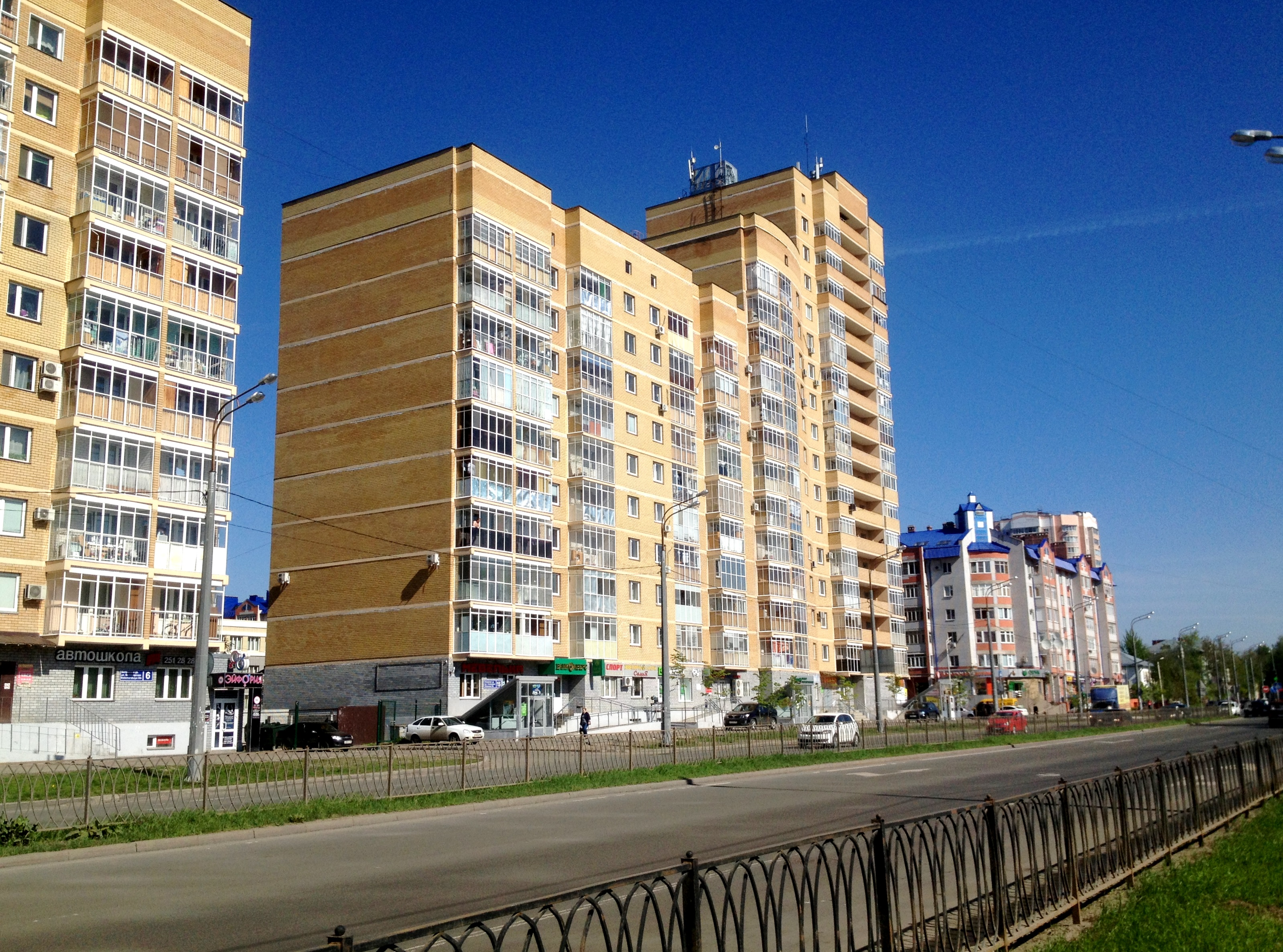
Участок ул. Ленинградской от ул. Симонова до ул. Айдарова

### Современная Ленинградская улица
Общая протяжённость улицы составляет 1354 метра.
На Ленинградской улице находятся дома с номерами: 15/30, 17, 17 а, 19, 19 а, 20, 21, 22, 23, 25, 26, 27, 28, 31, 32, 32 а, 34, 34 а, 43 а, 45 а, 45 в, 49 а, 51 а, 53 а, 53 а к. 1, 55 а, 56, 57 а, 60, 60 а, 60 б.
Здесь расположено значительное количество учреждений образования, здравоохранения и спорта, а также жилых домов.

#### Образовательные учреждения
По адресу: Ленинградская ул., дом 20, находится МБОУ «Лицей № 26» Авиастроительного района Казани, перед которым установлен бюст Героя Советского Союза, Лауреата Ленинской премии Мусы Джалиля (1906—1944).
По адресу: Ленинградская ул., дом 26, находится МБОУ ДО КДЮСШ «Мотор», у входа на территорию которого установлена мемориальная композиция в память о выдающемся организаторе отечественного авиационного двигателестроения Герое Социалистического Труда П. А. Витере (1923—2003), с 1968 по 1983 годы возглавлявшем Казанский моторостроительный завод.
По адресу: Ленинградская ул., дом 28, находится главное здание МБОУ «Средняя общеобразовательная школа № 54 с углублённым изучением отдельных предметов» Авиастроительного района Казани.
Детские сады:
— Муниципальное автономное дошкольное образовательное учреждение «Детский сад № 407 комбинированного вида» (1-е здание — Ленинградская ул., д. 60 а, 2-е здание — Ленинградская ул., д. 43 а, ранее его занимал детский сад № 21 моторостроительного завода);
— Детский сад № 375 «Колосок» (Ленинградская ул., д. 53 а).

#### Учреждения здравоохранения
На пересечении улиц Ленинградской и Максимова (по адресу: улица Максимова, дом 34/24) располагается ГАУЗ «Городская больница № 11».

#### Торговые учреждения
По адресу: Ленинградская ул., дом 27, находится супермаркет домашней еды «Бахетле» (площадь — более 1200 квадратных метров), открытый 4 июля 2012 года.

## Галерея

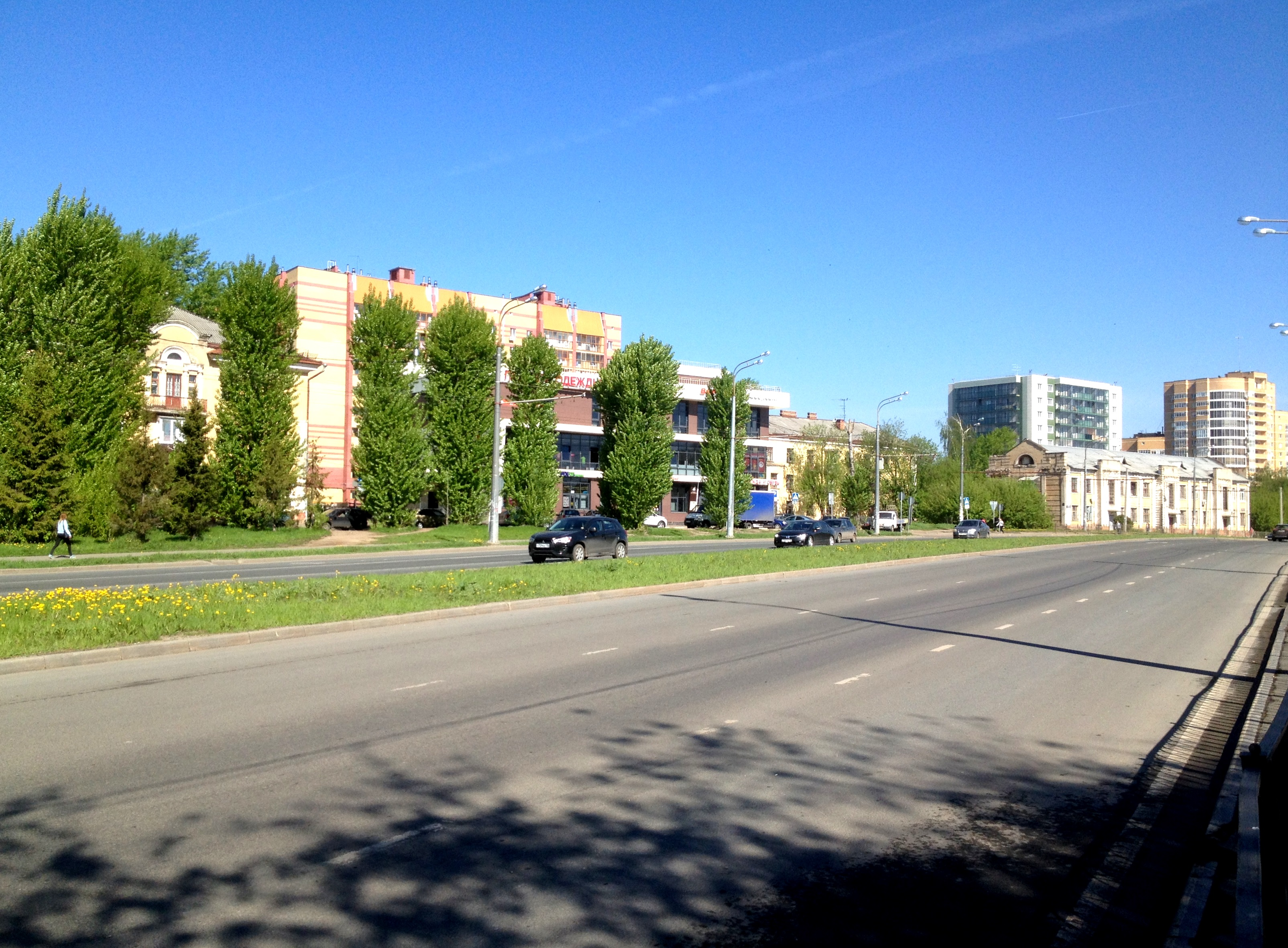
Участок Ленинградской ул. от ул. Побежимова до ул. Максимова
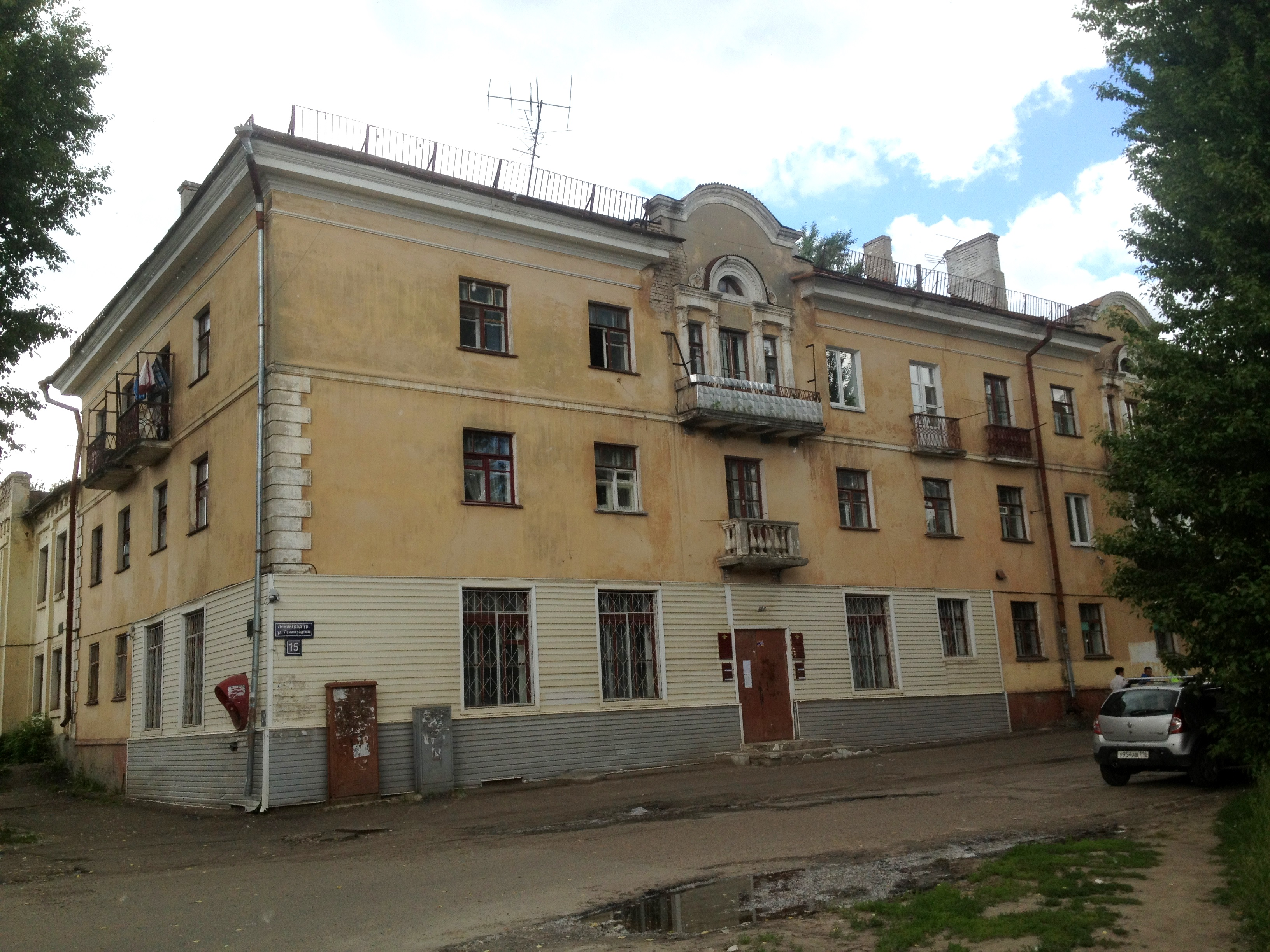
Дом № 15 по Ленинградской ул.
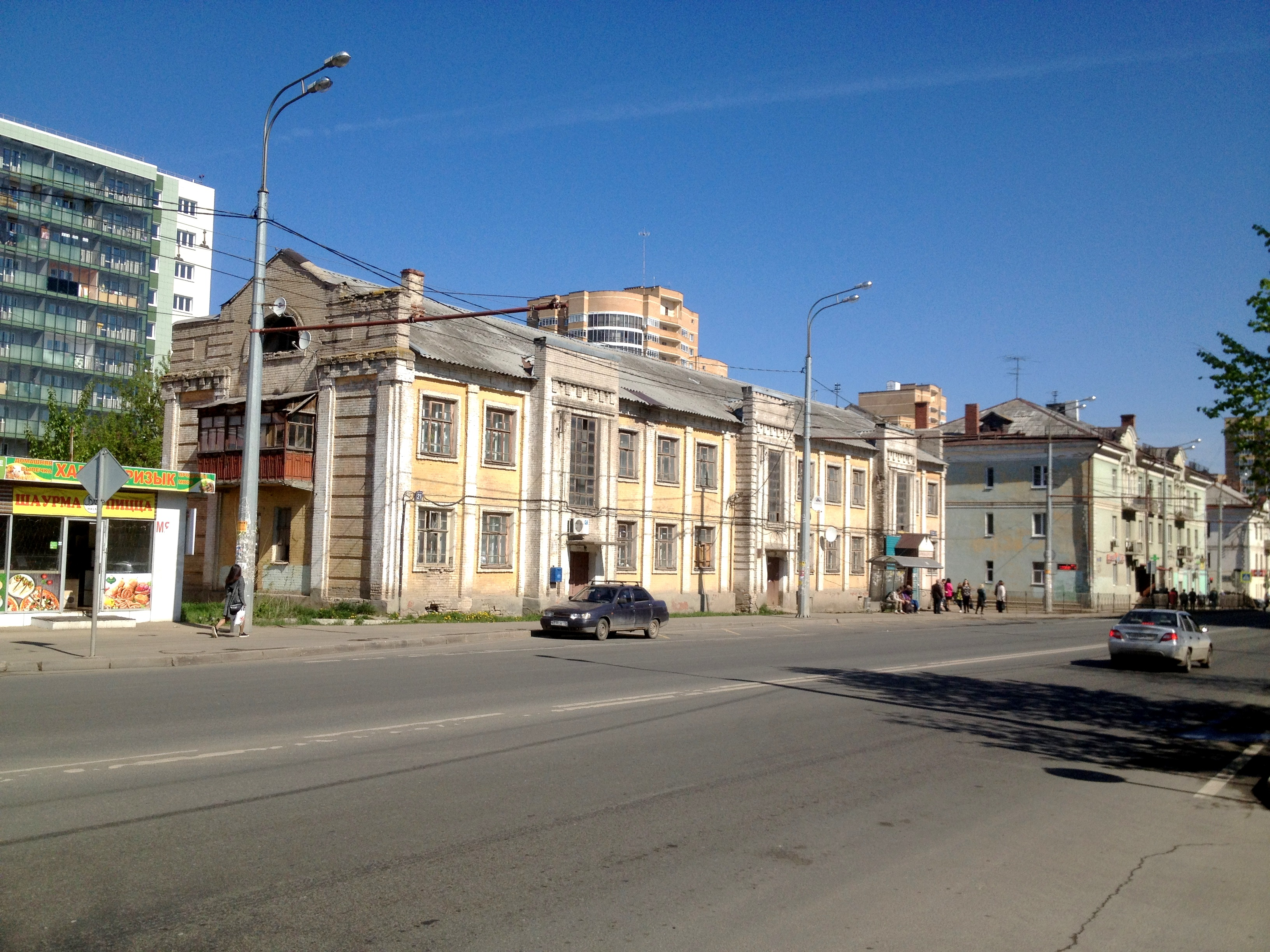
Дом № 19 по Ленинградской ул.
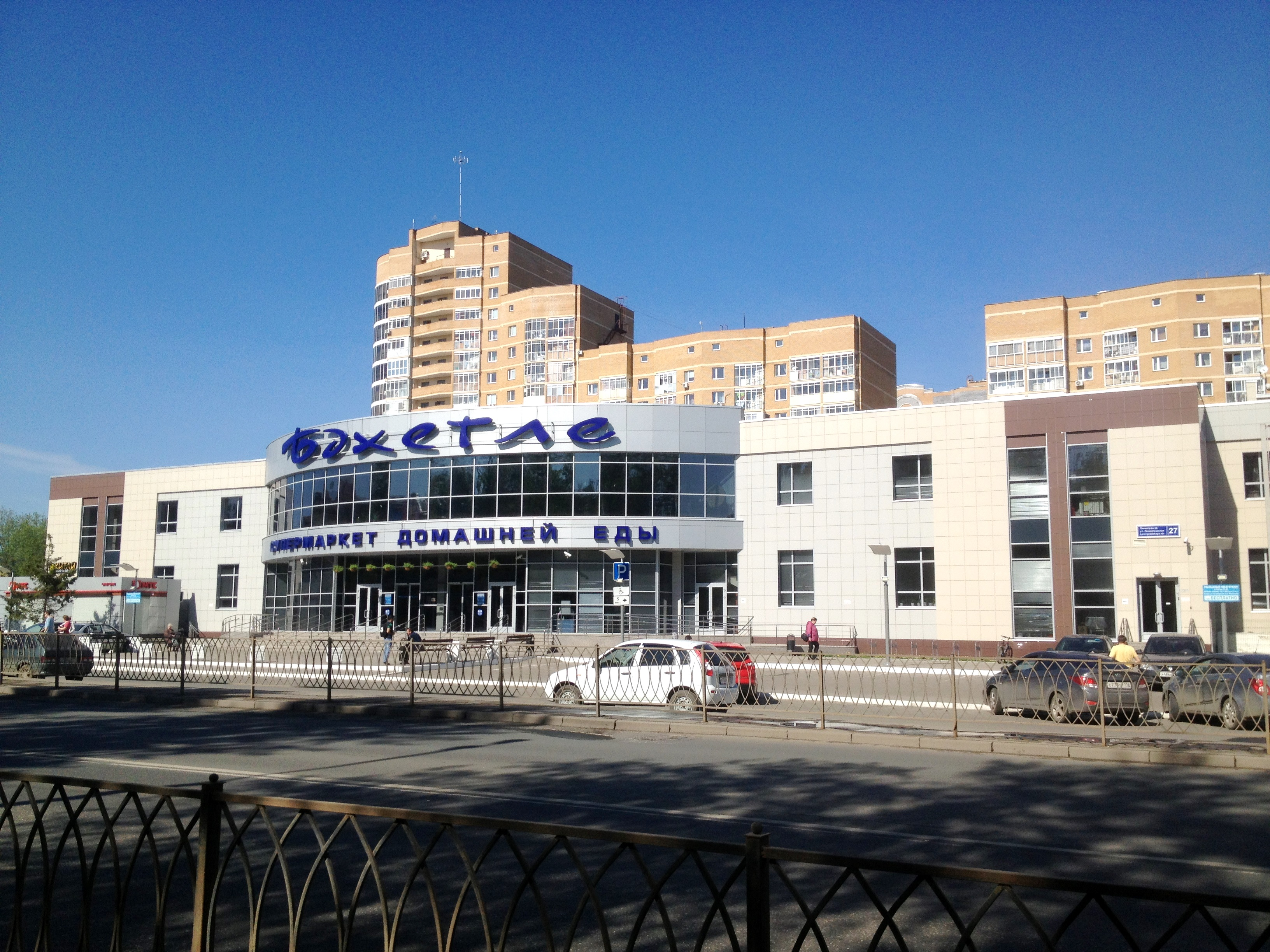
Супермаркет домашней еды «Бахетле» (Ленинградская ул., д. 27)
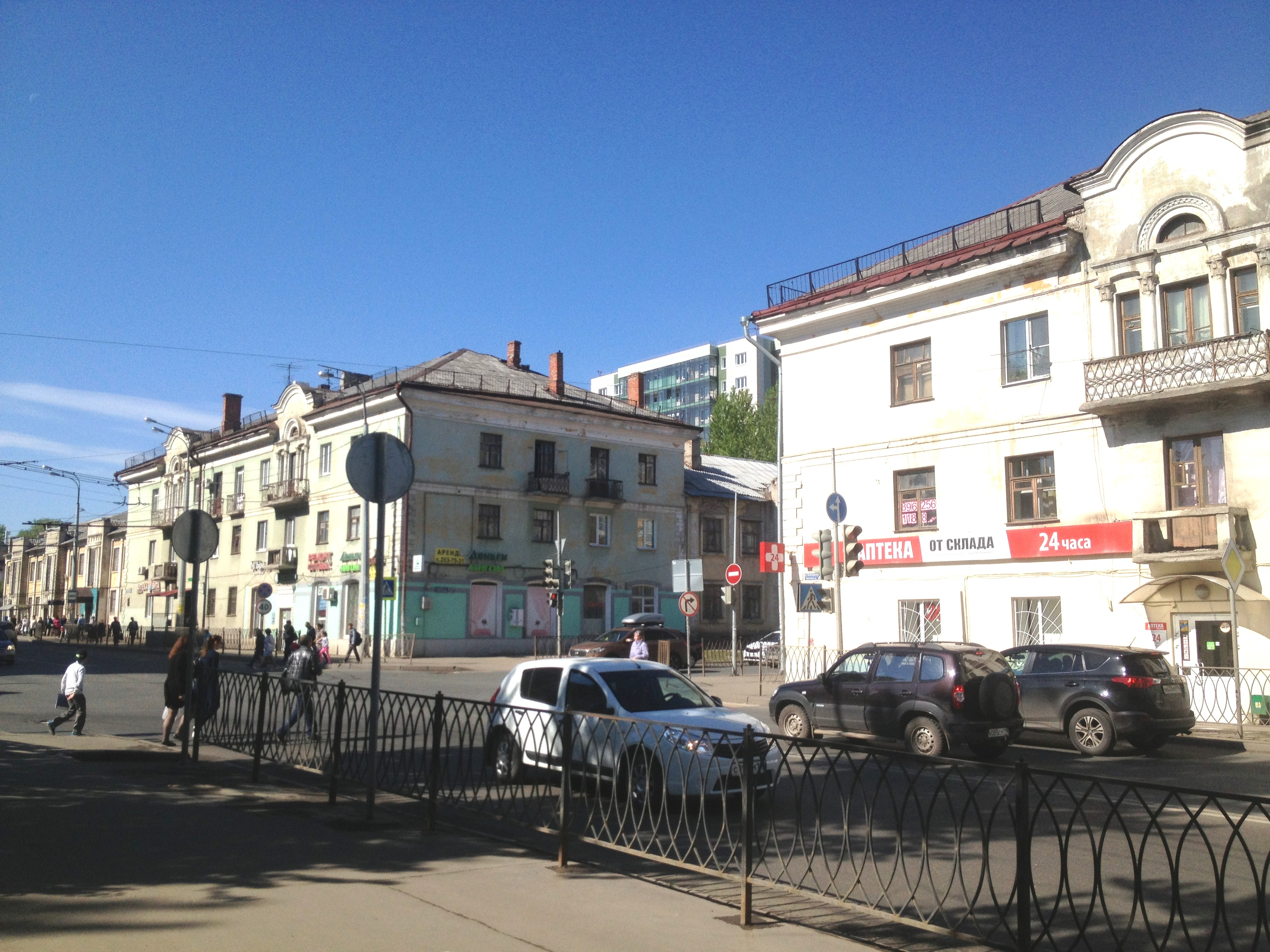
Перекрёсток Ленинградской ул. и ул. Максимова
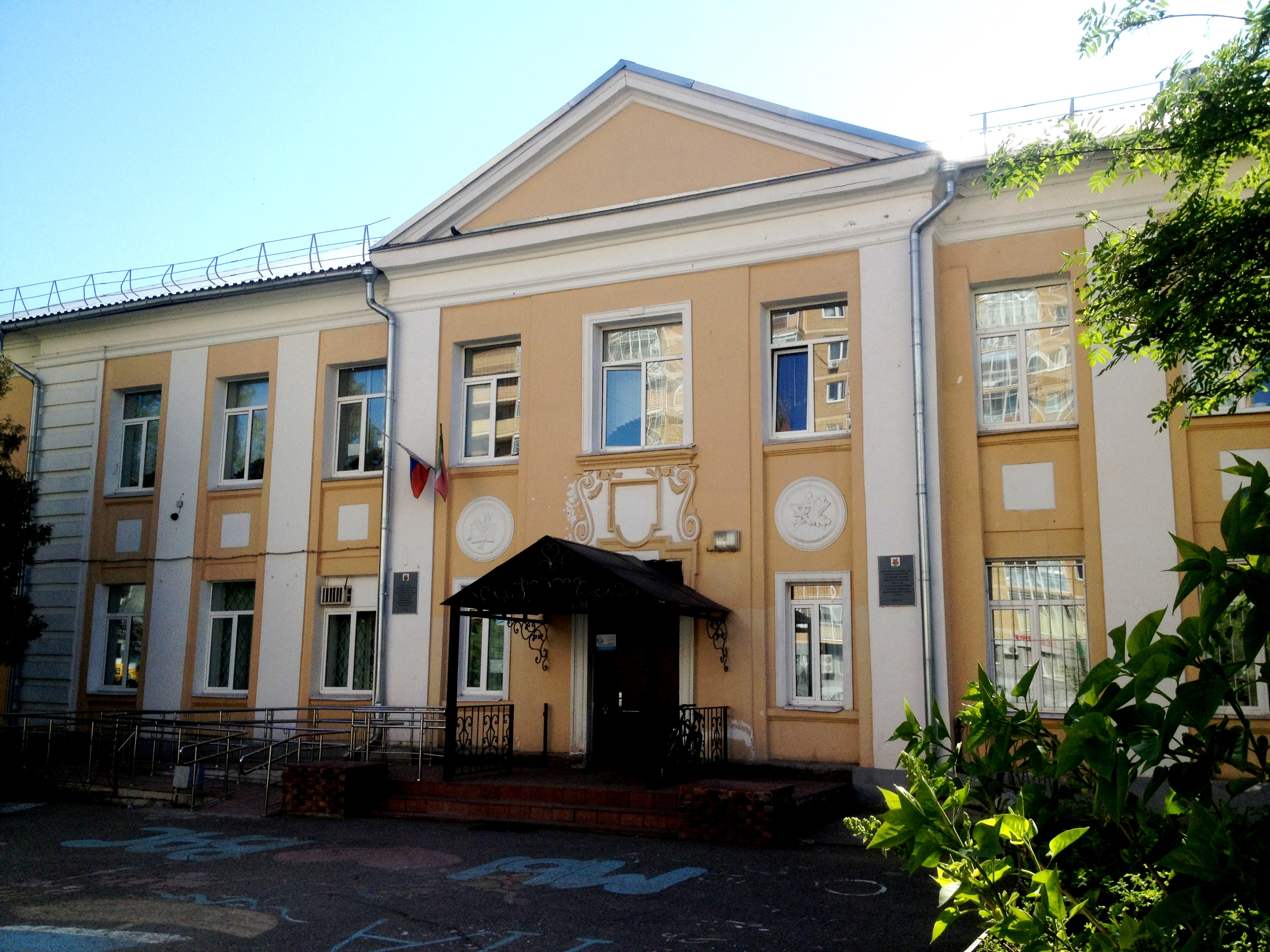
Главный корпус МБОУ СОШ № 54 (Ленинградская ул., д. 28)